# Resolució 2105 del Consell de Seguretat de les Nacions Unides
La Resolució 2105 del Consell de Seguretat de les Nacions Unides fou adoptada per unanimitat el 5 de juny de 2013. El Consell va ampliar el mandat del panell d'experts que vigilava les sancions contra l'Iran imposada en la Resolució 1929 per un any fins al 9 de juny de 2014. Els experts haurien d'informar novament al novembre i presentar un programa de treball durant el mes.